# 小林昭
小林 昭（こばやし あきら、1941年2月16日 - 2003年1月6日）は、日本の経済学者。金沢大学教授。専門は地方財政論。

## 経歴
新潟県南魚沼郡六日町（現在の南魚沼市）生まれ。金沢大学法文学部経済学科（現在の金沢大学人間社会学域経済学類）に入学し、在学中は宮本憲一の指導を受ける。1964年3月に金沢大学法文学部を卒業し、同年4月に同助手に採用される（金沢大学の前身である第四高等学校から名古屋大学に進学した宮本憲一も、大学卒業後金沢大学法文学部助手に採用されている）。1965年3月に金沢大学法文学部助手を辞職し、同年4月に名古屋大学経済学研究科修士課程に入学する。大学院在学中は、宮本憲一の指導教員であった水田洋の指導を受ける。1968年3月に同研究科を修了し、同年4月に東京都立大学経済学部助手に採用される。
1970年4月に母校である金沢大学法文学部経済学科の講師に採用され、1974年1月に同助教授に昇任した。1980年4月に経済学部創設にともない、同助教授、地方財政論担当になる。1982年4月、同教授に昇任した。1994年4月より金沢大学評議員、2000年4月より金沢大学経済学部長、大学院経済学研究科長に就任した（2002年3月まで）。2003年1月6日、死去した。
地方財政が専門であり、英国の地方財政に関する研究を行っており、ベンサムに関する論文もある。自身も英国が好きであり、紅茶を好んでいた。ゼミ学生には、公認会計士、税理士として活動するものも多い。

## 学歴・職歴
- 1964年3月：金沢大学法文学部経済学科　卒業
- 1964年4月：金沢大学法文学部助手　採用
- 1965年3月：　同上　辞職
- 1965年4月：名古屋大学経済学研究科修士課程　入学
- 1968年3月：名古屋大学経済学研究科修士課程　修了
- 1968年4月：東京都立大学経済学部助手　採用
- 1970年4月：金沢大学法文学部経済学科講師　採用
- 1974年1月：金沢大学法文学部経済学科助教授　昇任
- 1980年4月：金沢大学経済学部助教授（経済学部創設）
- 1982年3月：文部省在外研究員（連合王国、1983年まで）
- 1982年4月：金沢大学経済学教授　昇任
- 1994年4月：金沢大学評議員
- 2000年4月：金沢大学経済学部学部長、大学院研究科長
- 2003年1月：死去（享年61歳）

## 著書
- 『七尾市史』（共著）（1974年）
- 『金沢市史』（共著）（1989年）
- 『補助金の政治経済学』（共著）朝日新聞社（1990年）
- 『21世紀への政治経済学』（共著）有斐閣（1991年）
- 『セミナー現代地方財政／「地域共同社会」再生の政治経済学』（共著） 勁草書房